# Peiting
Peiting est une municipalité d'Allemagne, en Haute-Bavière, dans la région du Pfaffenwinkel, sur la Route Romantique.

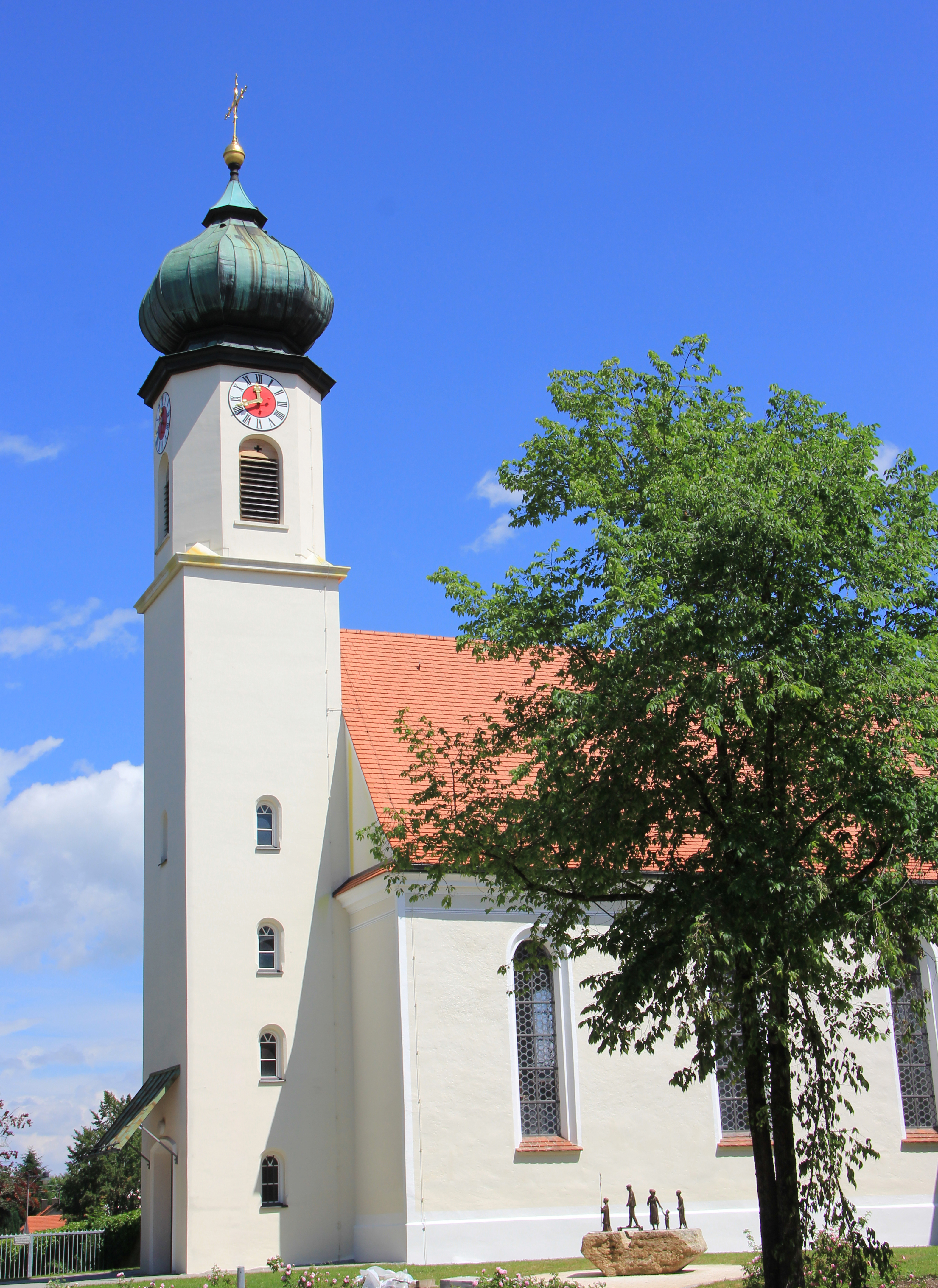
Eglise Marie unter der Egg

C'est une des implantations les plus anciennes de la région. Le château héréditaire de la dynastie des Guelfes dans le Lechrain se trouve sur la colline toute proche du Schlossberg.